# Gotajska para miłosna
Gotajska para miłosna, niem. Das Gothaer Liebespaar – obraz namalowany przez Mistrza Księgi Domowej, anonimowego malarza i grafika pochodzącego prawdopodobnie ze środkowej Nadrenii. Przykład malarstwa tablicowego późnego gotyku w Niemczech. Datowany jest na lata ok. 1480-85. Obecnie znajduje się w Muzeum Zamkowym w Gocie (Turyngia, Niemcy).
Wykonany został techniką tempery na desce lipowej. Przedstawia kobietę i mężczyznę o młodym wieku, ukazanych do wysokości pasa en trois quartes. Para zwraca się ku sobie prowadząc osobisty dialog, co poświadcza treść rozmowy oraz silnie wyeksponowana gestykulacja. Odziani są w typowe dla XV-wiecznego dworu stroje.
Zgodnie z tradycją sztuki średniowiecza, treść rozmowy została zapisana na ozdobnych wijących się banderolach, na których gotycką minuskułą jest zapisana treść dialogu:
- Kobieta: Sye hat uch nyt gantz veracht / Dye uch dsz Schnürlin hat gemacht
- Mężczyzna: Un byllich het Sye esz gedan / Want Ich han esz sye genissen lan.

W przekładzie tekst brzmi następująco:
- Kobieta: Nie całkiem nim wzgardziła, uplotła dlań sznureczek ten.
- Mężczyzna: I dobrze też zrobiła, bo on zasłużył nań[1].

Co jest interpretowane także jako:

Uczyniła to wbrew prawu

lecz ja uczyniłam wszystko dla jej dobra.

Kochała was bardzo

i dla was zrobiła ten sznureczek.
Mężczyzna ma długie kędzierzawe rude włosy i ciemne oczy, a ubrany jest w białą szatę i czerwone okrycie. Swój wzrok kieruje w stronę niewiasty. Kobieta prezentuje się w pełni splendoru dworskiego stroju. Na głowie ma typowy czepiec zakrywający ciemne włosy; białą suknię z szerokim dekoltem zakrywa szafirowy płaszcz, który ozdobiony jest u góry sznurkami. Kobieta kieruje swój wzrok w stronę "sznureczka" – złotej, ozdobionej filigranem, plecionej obrączki, którą wkłada na frędzel szala mężczyzny. Na ustach kobiety rysuje się delikatny uśmiech.
Ten podwójny portret interpretuje się jako przedstawienie pary miłosnej. "Sznureczek" symbolizuje wzajemne ślubowanie wierności. W drugiej dłoni kobieta trzyma symbol miłości – kwiat dzikiej róży, z której upleciony jest wieniec który ma na głowie mężczyzna. Wzajemny związek zakochanych podkreśla także zamknięta kompozycja dzieła – u dołu parapetem oraz banderolą u góry.
Dzieło to jest prawdopodobnie obrazem zaręczynowym Filipa młodszego – grafa von Hanau-Münzenberg (1449-1500, jego herb znajduje się u góry obrazu), z jego drugą żoną Małgorzatą Weißkirchner z Hanau (ok. 1460-po 1500). Parę łączy zakazana miłość, gdyż ze względu na pochodzenie Margarety z niższego stanu (była mieszczką) nie mogli się pobrać.